# チープ広石
チープ広石（チープひろいし、本名：広石 正宏、1961年3月19日 - 2014年3月9日）は日本のミュージシャン（サックスプレーヤー）。東京都出身。血液型A型。

## 略歴
1985年にLOOKのサックスプレーヤーとして「シャイニンオン・君が哀しい」でデビュー。解散後は、渡辺貞夫、ダイアモンド☆ユカイ、BEGINなどのライブツアー、レコーディングに参加する一方、 自身のバンドを率い都内を中心にライブ活動を展開。2001年には林哲司、吉田朋代と共にユニット「グルニオン」を結成。ソロ作品も2002年に「Birth」、2004年に「You Mean The World」を発売。また、CMやアニメソングの作曲や様々なアーティストのサウンドプロデュースを担当する。
2005年秋より、札幌・FMアップルの音楽プログラム『discoverymusic.jP』(ディスカバリーミュージック・ドット・ジェーピー)のナビゲーターとして、多くのインディペンデントアーティストを紹介する番組が放送開始。2008年には、FMサルース（横浜）／FMおかざき（愛知県岡崎）／SENDAI ラジオ3（仙台）／TJS FM（LA, California）へと放送範囲を拡大。同年6月には、エステティックTBCのCMソングとして「OVERLOOK〜旅路の果て〜」が全国でオンエアされていた。この年には本人のドキュメンタリー映画『SAME OLD STORY〜20年目の訪問者〜』が制作され、ニューヨーク国際インディペンデント映画祭で最優秀音楽ドキュメンタリー賞を受賞。翌2009年のゆうばり国際ファンタスティック映画祭でも上映された。
2009年頃から多発性腎臓癌を発症し、闘病しながらJUNCO&CHEEPとして、北海道180市町村をまわるツアーを行っていたが、2014年3月9日午後11時5分、東京都内の病院で死去。52歳没。同年4月13日、アディーレ会館ゆうばりにて『チープ広石を送る会』が執り行われた。既婚者で二児の父だった。

## ディスコグラフィー
- ルック・フォー・ノスタルジア（LOOKセルフカバーアルバム）
- 夢の子供
- Same old story 20年目の訪問者